# 曹春
曹春（？—？年），直隶真定縣人，留守右衛官籍。明朝政治人物。

## 生平
正德九年（1514年）甲戌科二甲第五十六名進士，授刑部巡風主事，历任刑部署员外郎事主事，十五年六月升陕西按察司佥事。嘉靖十三年（1534年）九月坐建昌侯张延龄事被革职为民。